# Perrefitte
Perrefitte ist eine politische Gemeinde im Verwaltungskreis Berner Jura des Kantons Bern in der Schweiz. Die früheren deutschen Namen Beffert und Pfeffert werden heute nicht mehr verwendet.

## Geographie

Luftbild (1958)

Perrefitte liegt auf 600 m ü. M., 2 km westlich des Orts Moutier (Luftlinie). Das ehemalige Bauerndorf erstreckt sich im Westen des Juralängstals von Moutier, im Kettenjura, auf der linken nördlichen Seite des Baches Chalière, der bei Moutier in die Birs mündet.
Die Fläche des 8,7 km² grossen Gemeindegebiets umfasst den westlichsten Teil des Grand Val (Tal von Moutier), der von der Chalière entwässert wird. In den südlichen Talhang ist die Combe Fabet, ein schluchtartiges Seitental der Chalière, eingetieft. Die südliche Grenze verläuft auf dem gegen Moutier abfallenden Jurakamm des Moron (bis 1140 m ü. M. auf dem Boden von Perrefitte). Nach Norden erstreckt sich das Gemeindegebiet auf die Kette der Montagne de Moutier, auf der mit 1158 m ü. M. der höchste Punkt von Perrefitte erreicht wird. Die Südflanke dieser Antiklinalen besitzt im Quellgebiet der Chalière einen durch die Erosion geschaffenen grossen Ausräumungskessel. Von der Gemeindefläche entfielen 1997 4 % auf Siedlungen, 66 % auf Wald und Gehölze, 29 % auf Landwirtschaft und etwas weniger als 1 % war unproduktives Land.
Zu Perrefitte gehören mehrere Einzelhöfe. Nachbargemeinden von Perrefitte sind Moutier, Champoz und Petit-Val im Kanton Bern sowie Haute-Sorne im Kanton Jura.

## Bevölkerung
Mit 481 Einwohnern (Stand 31. Dezember 2023) gehört Perrefitte zu den mittelgrossen Gemeinden des Berner Juras. Von den Bewohnern sind 84,2 % französischsprachig, 9,2 % deutschsprachig und 2,9 % italienischsprachig (Stand 2000). Die Bevölkerungszahl von Perrefitte belief sich 1850 auf 236 Einwohner, 1900 auf 419 Einwohner. Nach einem Höchststand um 1970 mit rund 570 Einwohnern wurde seither insgesamt ein rückläufiger Trend verzeichnet.

## Politik
Bei den Nationalratswahlen 2023 betrugen die Wähleranteile in Perrefitte (in Klammern die Veränderung im Vergleich zu den Wahlen 2019 in Prozentpunkten): SVP 41,98 % (+0,69), FDP 18,93 % (+13,26), SP 18,29 % (+9,82), Grüne 10,38 % (+0,56), EVP 6,10 % (+2,59), EDU 3,11 % (−0,43), glp 0,98 % (−0,82), Mitte 0,19 % (−16,56), SD 0,00 % (−1,32).

## Wirtschaft
Perrefitte war lange Zeit durch die Landwirtschaft geprägt. Im Zuge der Industrialisierung von Moutier siedelten sich an der Chalière an der Grenze zu Moutier einige kleinere Betriebe an. In den letzten Jahrzehnten hat sich Perrefitte zu einer Wohngemeinde entwickelt. Viele Erwerbstätige sind Wegpendler und arbeiten in Moutier.

## Verkehr
Die Gemeinde liegt an der Kantonsstrasse, die von Moutier via Souboz in das Petit Val und weiter nach Bellelay führt. Mit dem Bau der Autobahn A16, die bis 2016 das schweizerische Nationalstrassennetz mit dem französischen Autobahnnetz verbinden wird, erhält auch Perrefitte einen relativ nahen Anschluss («Moutier-Ouest»). Durch den Postautokurs, der von Moutier nach Souboz verkehrt, ist Perrefitte an den öffentlichen Verkehr angebunden.

## Geschichte
Die erste schriftliche Erwähnung des Dorfes erfolgte 1295 unter dem Namen Pierefite. 1321 erscheint die Bezeichnung Perefiten, später Pierefetteau und 1548 Pierrefette. Der Ortsname geht auf das lateinische petra ficta ‹geformter Stein› zurück. Das Dorf unterstand bis zum Ende des 18. Jahrhunderts der Propstei Moutier-Grandval. Von 1797 bis 1815 gehörte Perrefitte zu Frankreich und war anfangs Teil des Département Mont-Terrible, das 1800 mit dem Département Haut-Rhin verbunden wurde. Durch den Entscheid des Wiener Kongresses kam der Ort 1815 an den Kanton Bern zum Amtsbezirk Moutier. Bei den Juraplebisziten stimmte die Gemeinde stets für den Verbleib beim Kanton Bern.

## Sehenswürdigkeiten
Im älteren Ortskern stehen noch einige typische Bauernhäuser und zweistöckige Speicher aus dem 17. und 18. Jahrhundert. Kirchlich gehört Perrefitte zur Pfarrei Moutier.

## Persönlichkeiten
- Armin Capaul (* 1951), Bergbauer und Initiant der Eidgenössischen Volksinitiative «Für die Würde der landwirtschaftlichen Nutztiere (Hornkuh-Initiative)»